# Диалект Нагаоки
Диалект Нагаоки (яп. 長岡弁 нагаока-бэн) — один из диалектов японского языка, распространённый в префектуре Ниигата в регионе Тюэцу. Этот диалект имеет много общих черт с диалектом южной части Каэцу.

## Произношение
Нагаокские особенности произношения принадлежат к токийской акцентной группе.
Система гласных нагаокского диалекта содержит семь гласных звуков и совпадает, например, с системой ударных гласных итальянского языка:
|                | Передние | Центральные | Задние |
| -------------- | -------- | ----------- | ------ |
| Верхние        | i        |             | u      |
| Средне-верхние | e        |             | o      |
| Средне-нижние  | ɛ        |             | ɔ      |
| Нижние         |          | a           |        |

### Музыкальное ударение
В связи с сегодняшним развитием средств массовой коммуникации, среди молодёжи появилась тенденция использовать рисунок музыкального ударения, ранее распространённый только в Итоигаве. Например, исконное произношение двусложных существительных — высокий тон окончания слова, переходящий на следующую далее частицу (хэйбан), — сменилось на произношение одака, высокий тон которого не переходит на следующую частицу.
Некоторые отличия от литературного японского:
| Литературный японский | Токийский вариант | Вариант Нагаоки | Перевод       |
| --------------------- | ----------------- | --------------- | ------------- |
| ネズミ                | нэдзуми           | нэꜜдзуми        | мышь          |
| 卵                    | тамаꜜго           | таꜜмаго         | яйцо          |
| 服                    | фуку              | фуꜜку           | одежда, наряд |
| 靴                    | куцу              | куꜜцу           | обувь         |

## Грамматика

### га
Послелог «га» — самая известная отличительная черта диалекта. Обычно она помещается в конец предложения, чтобы изменить интонацию. В общем, она эквивалентна общеяпонскому (но да) ё или но. Зачастую этот послелог произносится с долгим «а»: га:, на письме это выглядит как がー или がぁ.
- Если предложение с «га» на конце произносится с повышением интонации, это обычно вопрос; понижающаяся интонация, наоборот, показывает, что слушающий понимает говорящего.
- В отличие от обычных послелогов «га» может присоединять другие послелоги: ка, я и тэ.
- Связка да/дэсу и её вежливая форма -масу могут быть опущены при использовании га: «Это Нагаока» на литературном японском будет выглядеть как: Коко ва нагаока на н да (ここは長岡なんだ), а на местном говоре — Коко ва Нагаока н га (ここは長岡んが) (Обратите внимание на исчезновение на). Другие вспомогательные глаголы не заменяются.

### тэ
Аналогично га, тэ обычно добавляется в конец предложения и несёт то же значение, что и (да) ё литературного японского. Тем не менее, да, дэсу и -масу не вымещаются тэ, то есть, «Это Нагаока!» будет: Коко ва Нагаока да ё (ここは長岡だよ) на литературном японском и коко ва нагаока да тэ (ここは長岡だて) на местном диалекте.

### ра
Связка да и её производное даро: заменяется на ра и раро, то есть, со: даро: (そうだろう？) становится со: раро? (そうらろ？).

## Словарь
| Диалект                                | Литературный японский                                | Русский                       | Часть речи           |
| -------------------------------------- | ---------------------------------------------------- | ----------------------------- | -------------------- |
| аттэ: (あっちぇ)                       | ацуй (熱い、暑い)                                    | горячий                       | прилагательное       |
| га (が)                                | (да) ё ((だ)よ)                                      |                               | усилительная частица |
| га, нга, ган (が、んが、がん)          | то иу моно, на моно (というもの、なもの)             | так называемый, этот          | частица              |
| -гакэба (～がけば)                     | -нара (～なら)                                       | если                          | окончание глагола    |
| на, на: (な、な～、なぁ～)             | аната (あなた)                                       | вы                            | pronoun              |
| сягу, сягицукэру (しゃぐ/しゃぎつける) | нагуру, татаку (殴る、叩く)                          | ударять бить                  | глагол               |
| сяккой (しゃっこい)                    | цумэтай (冷たい)                                     | холодный                      | прилагательное       |
| соига, со: ига (そ(ー)いが)            | со: на но да (そうなのだ)                            | вот как?                      | фраза                |
| соротто (そろっと)                     | соросоро (そろそろ)                                  | скоро, постепенно             | наречие              |
| (да:)сукэ, расукэ ((だ～)すけ、らすけ) | дакара, на но дэ (だから、なので)                    | потому что                    | союз                 |
| тэ (て)                                | (да) ё ((だ)よ)                                      |                               | частица              |
| надзира (なじら)                       | …ва до: дэсу ка? (～はどうですか？)                  | вопрос о чём-либо; «Каков N?» | фраза                |
| буттяру (ぶっちゃる)                   | сутэру (捨てる)                                      | выкидывать                    | глагол               |
| мо(н)дзякуру (もんじゃくる)            | кусякуся ни марумэру (くしゃくしゃに丸める)          | свернуться в шарик            | фраза                |
| яккой (やっこい)                       | яваракай (柔らかい、軟らかい)                        | мягкий                        | прилагательное       |
| номэсикоки (のめしこき)                | мэндо: кусагари, намакэмоно (面倒臭がり、なまけもの) | лентяй                        | существительное      |
| сё: сий (しょーしい)                   | хадзукасий (恥ずかしい)                              | стыдный                       | прилагательное       |